# Weißsee
Der Weißsee  ist ein Stausee im österreichischen Bundesland Salzburg. Er befindet sich im Einzugsgebiet der Stubache, an der Grenze der Granatspitz- mit der Glocknergruppe in der Gemeinde Uttendorf. Der Weißsee hat ein Stauziel von 2250 m ü. A. und verfügt über ein Speichervolumen von 15,7 Millionen m³.

## Geschichte
Am Ufer des ursprünglich natürlichen Sees (2225 m) wurde 1873 von der Sektion Austria des Deutschen und Österreichischen Alpenvereins die Rudolfshütte als alpiner Stützpunkt fertiggestellt.
Nach der Inbetriebnahme des Kraftwerks Enzingerboden und des Tauernmoossees 1929 sowie des Kraftwerks Schneiderau und des Stausees Enzingerboden 1941 als erste Anlagen der Kraftwerksgruppe Stubachtal war in der dritten Ausbaustufe die Nutzbarmachung des Weißsees als weiterer Jahresspeicher vorgesehen. 1941 wurde zu diesem Zwecke begonnen einen Stollen als Verbindung zum tiefer gelegenen Tauernmoossee zu errichten. Die Arbeiten
führten vor allem zivile Zwangsarbeiter (Ukrainer, Polen, Russen, Franzosen, Griechen, Tschechen, Jugoslawen und Belgier, aber auch Deutsche und Österreicher) zusammen mit etwa 450 KZ-Häftlingen des Außenlagers Weißsee des Konzentrationslagers Dachau und etwa 550 Gefangenen des Strafgefangenenlagers Bernau aus. Für die Gewinnung des notwendigen Materials zum Ausbau des Stollens wurde vor Ort ein Steinbruch eingerichtet, in dem ausschließlich KZ-Insassen arbeiten mussten.
In den Jahren 1950 bis 1952 wurde der Weißsee schließlich durch den Bau einer 39 m hohen Gewichtsstaumauer mit einer 235 m langen, geraden Krone vergrößert. Im September 1953 erfolgte der erste Vollstau des Speichersees. Da hierbei die Rudolfshütte überschwemmt worden wäre, wurde sie unmittelbar zuvor gesprengt. Als Ersatz erhielt die Sektion Austria die ehemaligen KZ-Baracken zur Verfügung gestellt, die bis zur Fertigstellung der neuen höher gelegenen Rudolfshütte 1958 unter dem Namen Austria Dörfl als alpiner Stützpunkt genutzt wurden.

## Energiewirtschaftliche Nutzung
Der Weißsee dient in der Kraftwerksgruppe Stubachtal als Jahresspeicher der Speicherkraftwerke Enzingerboden (81 MW) sowie von Schneiderau (35 MW) und Uttendorf I (27 MW) oder alternativ von Uttendorf II (66 MW). Diese werden von der ÖBB-Infrastruktur betrieben und zur Erzeugung von Bahnstrom genutzt. Auch eine Einspeisung in das öffentliche Stromnetz ist möglich. Nach einer geplanten Erweiterung bis 2025 soll der Weißsee auch als Oberbecken für das Pumpspeicherkraftwerk Tauernmoos (170 MW) dienen, der Tauernmoossee (2023 m) als Unterbecken.

## Tourismus
Mit dem Bau der Seilbahn, die vom Enzingerboden zur Rudolfshütte (2311 m) in unmittelbarer Nähe führt, wurde ab 1951 das Gebiet um den Weißsee für den Tourismus erschlossen. Schrittweise entstand in den Folgejahren ein Ski- und Sommertourismusgebiet, das als Weißsee-Gletscherwelt vermarktet wird.